# Emberiza poliopleura
El escribano somalí (Emberiza poliopleura) es una especie de ave paseriforme de la familia Emberizidae endémica de África oriental.

## Distribución y hábitat
El escribano somalí se encuentra únicamente en el Cuerno de África y sus proximidades, distribuido por Etiopía, Somalia,  Kenia, el este de Sudán del Sur y Uganda. Sus hábitats naturales son las sabanas y zonas de matorral tropical seco.